# Storia di Treviglio

Lo stemma del comune di Treviglio

La storia della città di Treviglio, in provincia di Bergamo, nell'area della Gera d'Adda, comprende una serie di eventi che hanno interessato il territorio cittadino sin dal I millennio a.C..
Tre sono i centri urbani che unendosi hanno fatto nascere il borgo di Trivilium: Portoli, Pisgnano e Cusarola. Il nuovo borgo, fortificato per evidenti scopi difensivi in un'epoca di forte instabilità come quella medioevale, ha perso in epoca moderna prima il suo fossato e poi le mura per collegare il suo centro storico al territorio circostante e divenire così un centro di riferimento per l'area circostante con i propri servizi e le attività di ogni settore qui insediatesi, supportate anche da uno sviluppo delle infrastrutture costante che continua ancora oggi con la realizzazione della BreBeMi e dell'alta velocità sulla linea ferroviaria Milano-Verona.

## L'antichità

### Prima della conquista romana
Poco si sa di ciò che avvenne nel territorio di Treviglio prima della sua fondazione, data la scarsità di reperti rinvenuti. Certo è che nella prima metà del I millennio a.C. la zona era abitata da piccole tribù dedite alla pastorizia e ad una primitiva agricoltura. Queste misteriose popolazioni sono note come Liguri.
Nel VI secolo a.C. gli Etruschi occuparono senza spargimenti di sangue la regione che diventando una loro colonia non fu invasa da tali popolazioni in massa, dato che il loro scopo era di sfruttare le risorse agricole a minerarie.
Nel V secolo a.C. essi persero però il territorio lombardo in favore dei Celti che si spinsero ad ondate fino all'adriatico. I Celti, che più tardi saranno chiamati Galli erano esperti in agricoltura e divennero un popolo sviluppato, prima della conquista romana. Essi realizzarono opere di bonifica ed irrigazione e coniarono delle monete di bronzo e argento che sono state ritrovate a Treviglio e nel vicino comune di Verdello. In particolare abbiamo le dracme padane in argento coniate su imitazione delle coniazioni della Massalia già dal IV secolo a.C. e rinvenute persino in Cornovaglia.

### La dominazione romana

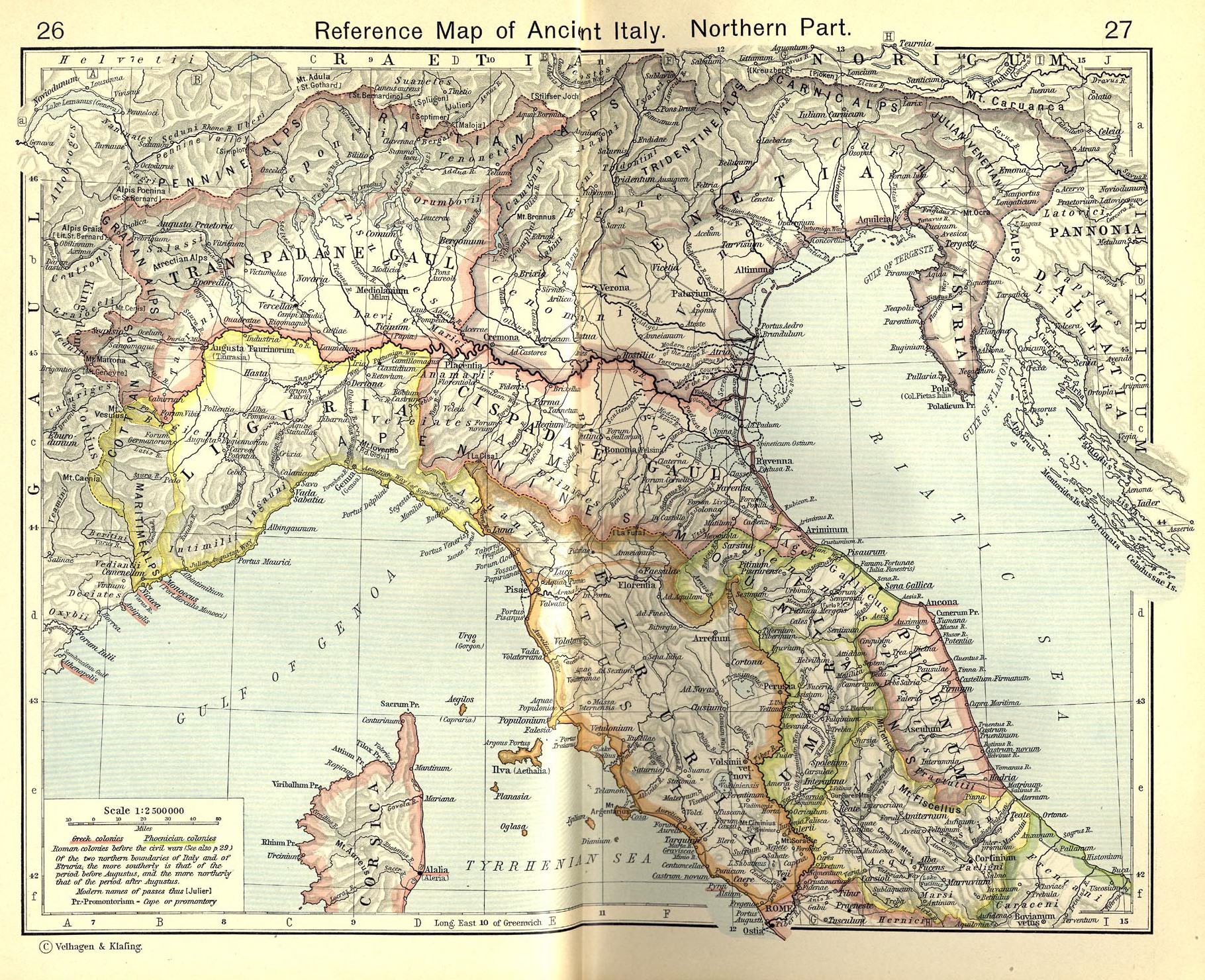
La divisione in regioni sotto la dominazione romana

#### Il periodo repubblicano
La conquista romana a scapito della tribù dei Galli Cenomani, in origine alleati contro gli altri Galli, che abitava la zona avvenne dalla metà del III secolo a.C. e l'inizio del II secolo a.C.. Alla fondazione del villaggio gallico di Cusarola, seguì quella romana di Pisgnano. Successivo e di epoca diversa è Portoli di origine longobarda. Grazie alle leggi di Pompeo Strabone, Silla e Cesare gli abitanti transpadani raggiunsero maggiori diritti all'interno dell'impero fino a quando acquisirono la cittadinanza romana con la lex Iulia Municipalis del 49 a.C.. Il processo di romanizzazione poteva considerarsi concluso nel I secolo a.C.

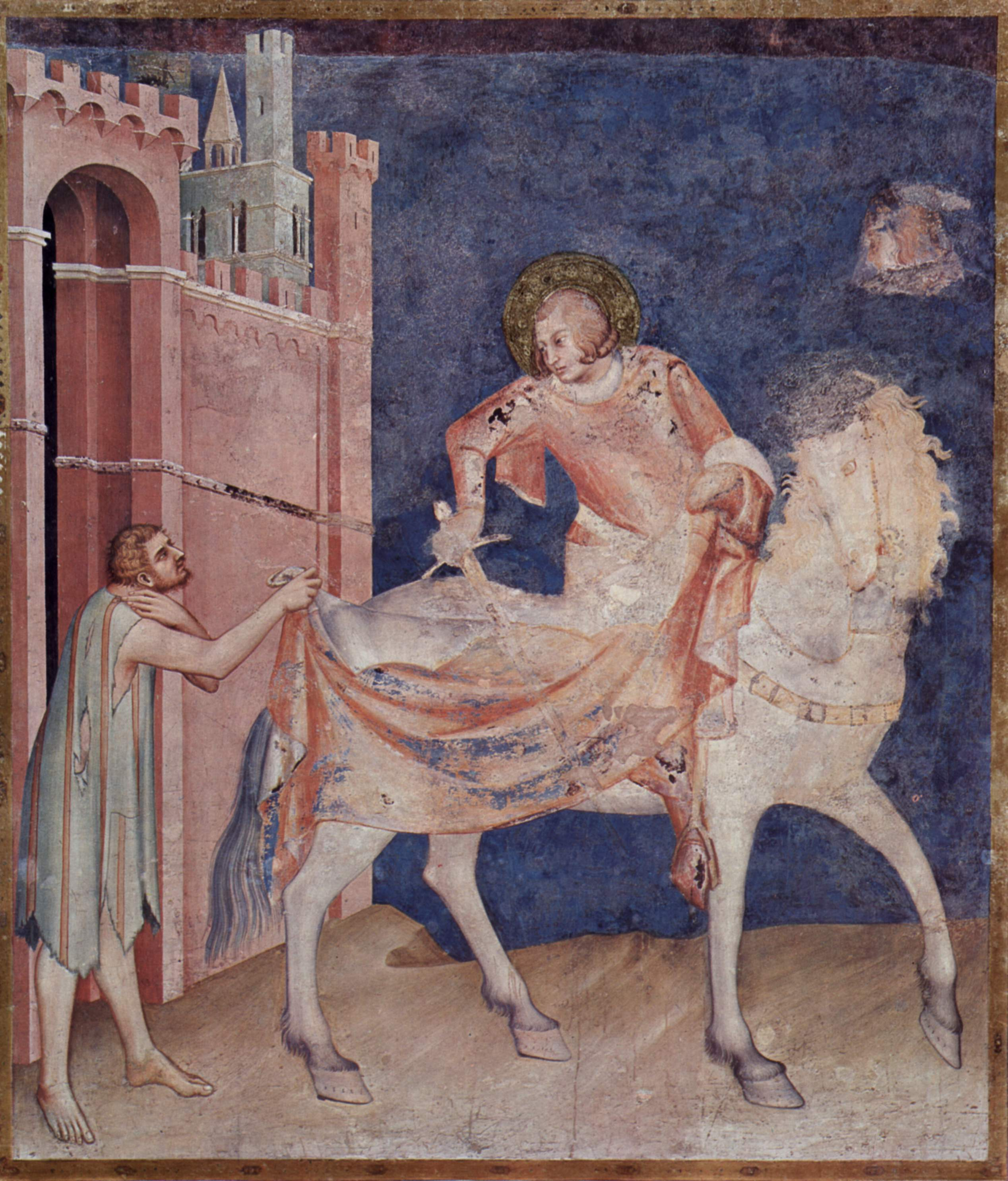
San Martino, patrono della città

La zona fu in questo periodo divisa in municipium ciascuno con il proprio territorio e Treviglio fu assegnata a quella di Palazzo Pignano, da dove erano stati liberati da Santa Melania e Piniano alcuni schiavi cristiani che avevano fondato Pisgnano. A testimonianza di ciò resta, oltre all'evidente somiglianza dei due nomi, il comune culto di San Martino.

#### Il periodo imperiale
Augusto, ordinando l'Italia in undici regioni chiamò Transpadana l'undicesima che comprendeva il Piemonte e la Lombardia a nord del Po fino all'Oglio, comprendendo così in questa anche Treviglio. Successivamente però con la divisione di Adriano la Lombardia a sinistra dell'Adda passò alla Venetia venendo unita all'odierno Veneto. Il centro diviene così per la prima volta terra di confine. In questo periodo Treviglio è collocata nel distretto di Forum Diuguntorum, la cui sede di tale insediamento romano era molto probabilmente Fornovo San Giovanni, ove sono stati trovati molti reperti di tale epoca. Tra i luoghi abitati di origine romana avevamo insediamenti posti nelle vicinanze delle attuali frazioni di Pezzoli e Castel Cerreto.
Tra gli eventi che favorirono lo sviluppo della zona vi fu senz'altro il trasferimento della capitale dell'impero romano a Milano dal 286 al 406 d.C. Con Costantino e l'avvento del cristianesimo Treviglio finì sotto il vicariato di Milano. Intorno al 355 sorge a Treviglio la chiesa paleocristiana dell'Assunta.

## Il Medioevo

### L'alto medioevo

#### L'avvento dei Longobardi

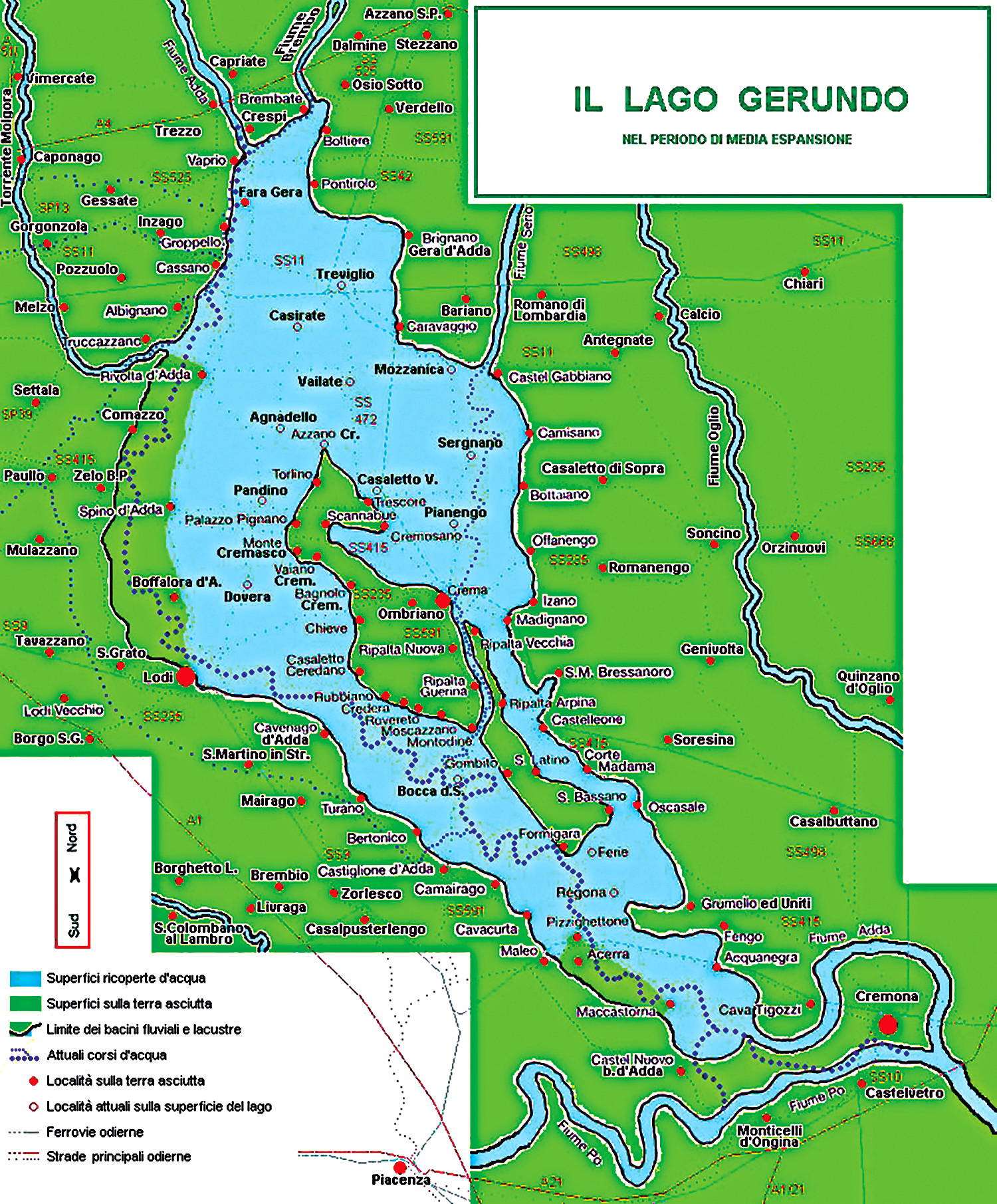
L'estensione supposta del lago Gerundo, confrontata con gli insediamenti attuali

Tra il 568 e il 569 i Longobardi provenienti dalla Pannonia calarono attraverso il passo del Predil nella pianura padana insediandosi stabilmente in Lombardia e Veneto per coltivarne le terre. Il 15 settembre dello stesso anno entrarono in Milano e stabilirono la loro capitale a Pavia. È quindi plausibile ipotizzare l'arrivo dei longobardi nell'attuale zona di Treviglio intorno ai primi di settembre dello stesso anno.
La permanenza dei Longobardi durerà ben 2 secoli e lascerà a Treviglio 3 tombe a cassettone: la prima fu scoperta nel 1896 nella piazza antistante la chiesa, l'altra nella stessa piazza nel 1936 e la più recente nel 1968 nella basilica di San Martino e Santa Maria Assunta.

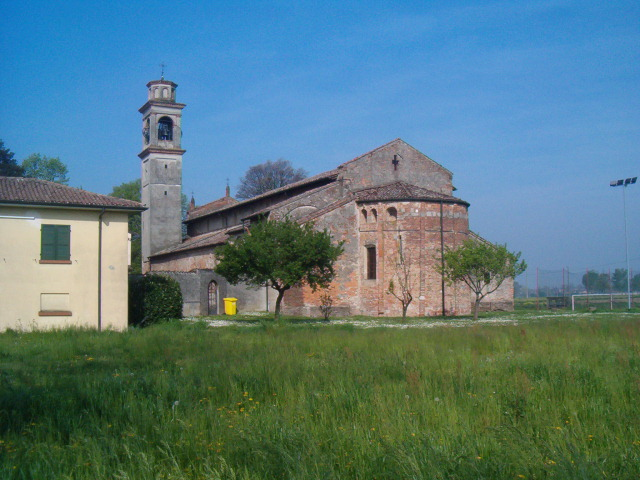
L'attuale chiesa di Palazzo Pignano sotto la quale è stata rinvenuta l'antica pieve

Nel VI secolo d.C. con lo scisma dei tre capitoli Treviglio adotta il rito patriarchino voluto da Paolino di Aquileia che, dopo l'introduzione di quello romano in epoca carolingia resterà come doppio rito fino al 1578, come testimonierà Carlo Borromeo. Il rito romano era infatti nel frattempo stato reintrodotto in epoca carolingia.
Tra la fine del VI secolo e l'inizio del VII la Gera d'Adda è caratterizzata da frequenti e violente inondazioni che allagano la zona sottocosta tra Cassano d'Adda e Treviglio costringendo gli abitanti a rifugiarsi nelle zone asciutte. Tali fenomeni sembrano avvalorare la tesi del lago Gerundo.
Con la morte del papa Gregorio Magno che riuscì a convertire i longobardi alla fede cattolica, ma non a risolvere il problema dei tre capitoli, la zona della Gera d'Adda venne a trovarsi in un vuoto di potere ecclesiastico. Sorsero così le pievi tra le quali la predominante sarà quella di Palazzo Pignano, retta da un corepiscopo. Questo paese che in passato a causa delle diverse dimensioni dei centri abitati aveva un ruolo chiave nella diffusione del culto nelle campagne circostanti e divenendo un centro di potere politico e religioso.
Lo sviluppo delle pievi darà certamente un impulso alla cristianizzazione del territorio già iniziata nel IV secolo.
Il toponimo Treviglio deriva da Trevillae, tre comunità rurali che si unirono a scopo difensivo. Portoli, Pisgnano e Cusarola si unirono così in un unico centro fortificato denominato Trivillium.
A tale nome venne aggiunto il sostantivo di Grassum per indicare la prosperità del borgo.
Quest'ultimo toponimo potrebbe però derivare dal latino Trivium che sta ad indicare un incrocio fra tre vie, denominato trivio appunto.
Nel corso dei secoli la città cambio più volte nome, passando per i toponimi di Trivilio, Trevì, Trevino, Trevilio per poi giungere all'attuale Treviglio.

#### Le origini e il toponimo
Le origini di Treviglio risalgono all'alto medioevo, anche se non mancano reperti di età precedente, dall'unione di tre diversi insediamenti preesistenti, detti villae, da cui deriva il nome: Cusarola di origine gallica a nord, Pisgnano di origine romana a sud e Portoli di origine longobarda ad ovest, un porto vicino all'Adda. La presenza di questi reperti, nonché l'impianto di alcune vie interne, fanno ragionevolmente ipotizzare un'origine tardo romana del primo insediamento.
Il procedimento fu un evento graduale, così che, quando ci si accorse che era nato il nuovo paese, la data di fondazione era passata già da un pezzo. Il primo nucleo del paese era cinto di mura, con tre differenti porte orientate ciascuna verso gli insediamenti originari. L'unione dei comuni aveva uno scopo difensivo e di condivisione dei prodotti agricoli.
Il primo documento ufficiale che cita il nuovo borgo risale al novembre 964 ed è un contratto di permuta stipulato tra il vescovo di Bergamo, Odelrico, e Garibaldo da Stagiano. Esso riguardava la vendita di alcune pertiche di un campo.
L'antica politica di Treviglio prevedeva l'elezione diretta di venti consoli per ciascuno dei tre borghi originari, per un totale di 60 consoli. Essi rimanevano in carica per soli sei mesi, in modo tale che tutti gli abitanti a turno reggessero le sorti del paese.

### Il basso medioevo

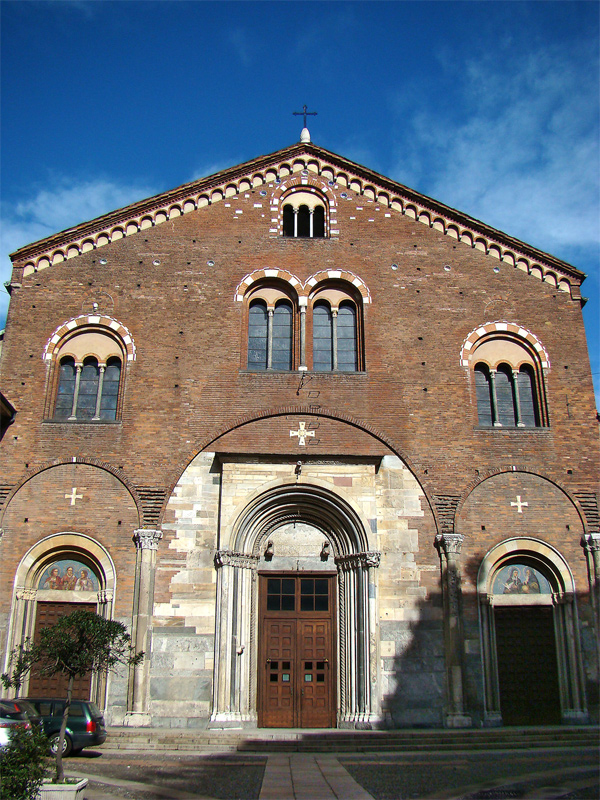
La basilica di san Simpliciano, presso cui sorgeva il monastero benedettino a cui Treviglio si concedette in feudo

La popolazione di Treviglio aumentò intorno all'anno 1000 con l'arrivo degli abitanti di Oriano, un paese del Bresciano distrutto, da identificarsi probabilmente con l'omonima frazione del comune di San Paolo, che si stabilirono nella zona sudorientale del paese, le cui mura furono così ampliate e alle quali fu aggiunta la nuova porta di Oriano. Le zone del centro storico, ciascuna con la sua porta e console di riferimento, passarono così da tre a quattro.

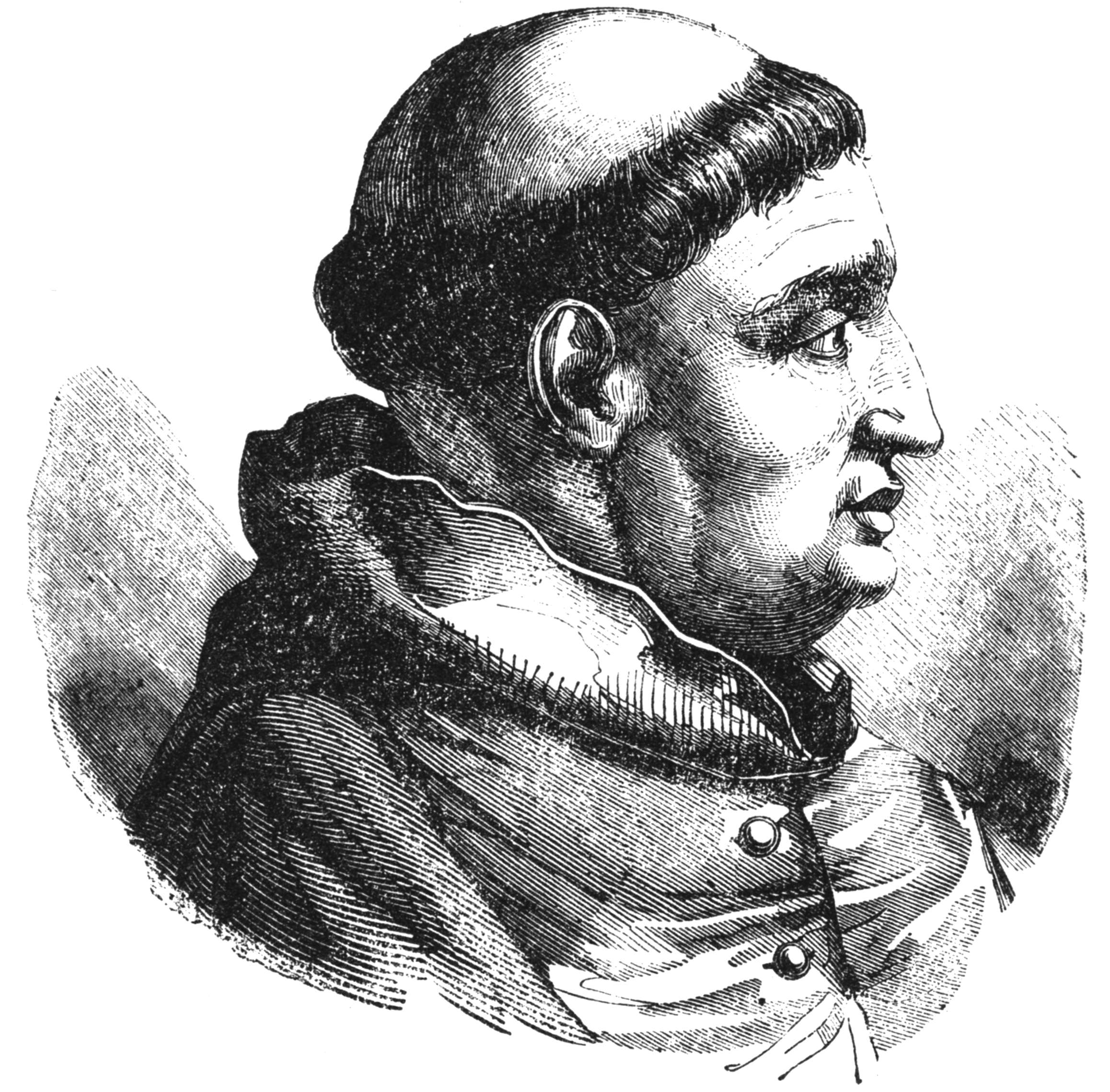
Ritratto di Giovanni Visconti, che estese il ducato di Milano, includendo Treviglio

Datosi spontaneamente in feudo con il privilegio di Enrico IV, il 14 aprile 1081, al monastero benedettino di San Simpliciano, in Milano, il centro riacquistò la propria indipendenza riscattandosi a pagamento nel 1225 ed entra nella Communitas Mediolanensis nel 1279; nell'ottobre dello stesso anno il villaggio acquista il titolo di borgo da Guglielmo VIII, marchese del Monferrato. Si affrancherà anche da questa nel 1311, grazie all'ausilio dell'imperatore Enrico VII che la pone sotto la protezione del Sacro Romano Impero. Treviglio si vota così alla causa ghibellina.
Un documento del 20 ottobre 1305 conservato presso l'Archivio Storico comunale contiene una ratifica della concessione da parte del Consiglio Generale del Comune di Bergamo a Corrado della Torre, cittadino di Milano, per la costruzione di un canale dal fiume Brembo attraverso i territori di Brembate, Cisano Bergamasco e Boltiere mentre un altro dell'8 marzo 1307 conservato presso l'Archivio Storico del Comune di Bergamo indica Corrado della Torre destinatario di una concessione d'acqua di rogge trevigliesi mediante la quale ottenne dal Comune di Bergamo di derivare dal Brembo, presso Brembate, una presa d'acqua iniziando così il sistema di irrigazione dei campi trevigliesi, opera importante per l'agricoltura che acquistò da allora la sua produttività.
Il periodo medievale si chiuse con un patto di fedeltà coi Visconti di Milano nel 1333; la città conobbe sotto questi ultimi, a partire dal 1350 con la conquista di Giovanni Visconti, una fase di notevole prosperità legata all'aumento demografico e al sorgere di un numero esiguo di edifici signorili, che non hanno mai abbellito la città mantenutasi nel corso dei secoli, a partire dal trecento "Terra separata del ducato di Milano" con giurisdizione indipendente dalle dominazioni dei signorotti locali.

## Età moderna

### Il XV secolo

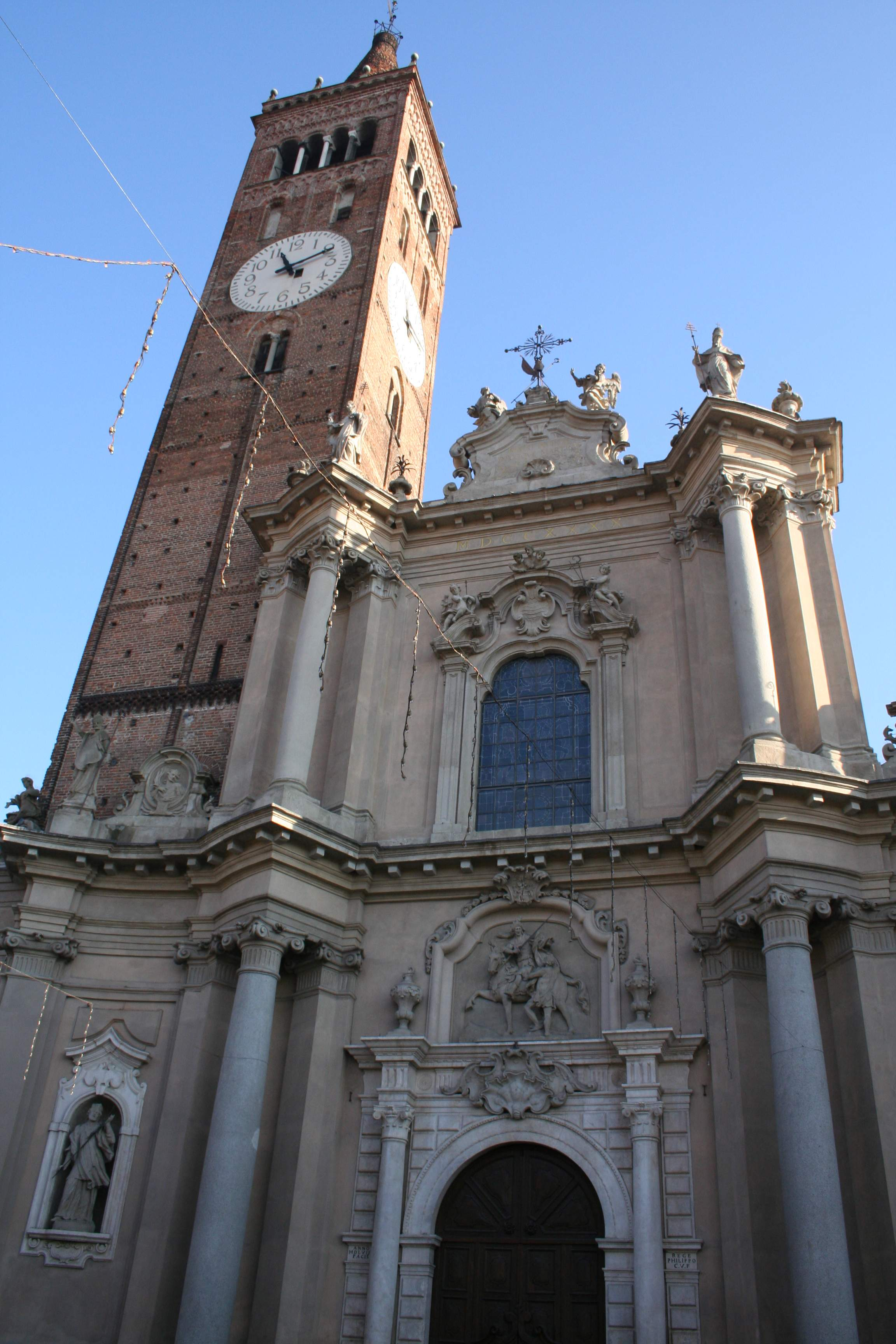
Facciata della Basilica di San Martino

Nel corso del XV secolo vengono realizzate importanti opere pubbliche, quali le rogge Moschetta e Vignola, derivate dal Brembo, e un ospedale per poveri ed infermi, voluto da Beltrame Butinone.
Il borgo resta sotto il ducato di Milano, salvo brevi parentesi di occupazione veneta dal 1431 al 1433, dal 1448 al 1453 e dal 1499 al 1509. Ciò è dovuto ai continui scontri tra Repubblica di Venezia e Ducato di Milano per contendersi la Gera d'Adda, che termineranno solo nel secolo successivo, con la battaglia di Agnadello, che sancirà l'appartenenza del comune, pur come terra autonoma, al Ducato di Milano.
Nel breve periodo di dominazione veneta che va dal 1448 al 1451, i Veneziani provvedono a modificare il sistema difensivo del borgo, accrescendolo i tre fossati vengono sostituiti da un unico fossato e dalle mura.

### Il XVI secolo

#### L'inizio del secolo: il Sacco di Treviglio
Il Cinquecento si aprì per Treviglio, sotto l'occupazione veneta, con le lotte fra la Repubblica di Venezia ed il Ducato di Milano e, quindi, fra Venezia e la Francia che aveva occupato quest'ultimo. Il borgo fu più volte conteso. L'occupazione veneta terminò in modo funesto il giorno 8 maggio del 1509 con il sacco di Treviglio, che allora contava oltre tredicimila abitanti. I Veneziani presero anche a cannonate il campanile cittadino e incendiarono il centro. Le donne, ivi comprese le monache, furono violentate dato che Brisighella, il paese dei mercenari "Brisighelli" al soldo della Repubblica era stato saccheggiato dalle truppe pontificie e ai soldati ne era stata data notizia. È proprio a causa del saccheggio che tali truppe non parteciparono alla battaglia del giorno seguente, essendo intenti a vendere la refurtiva.
Il fatto scosse Luigi XII che dall'altra parte dell'Adda presso Cassano vide il borgo in fiamme, così che il 14 maggio, attraversato il fiume provocò i Veneziani a battaglia e li sconfisse in modo sanguinosissimo il nella battaglia di Agnadello, ponendo così fine all'espansione veneta su terraferma. La Gera d'Adda e Treviglio resteranno così stabilmente coese a Milano.

#### Il 28 febbraio 1522

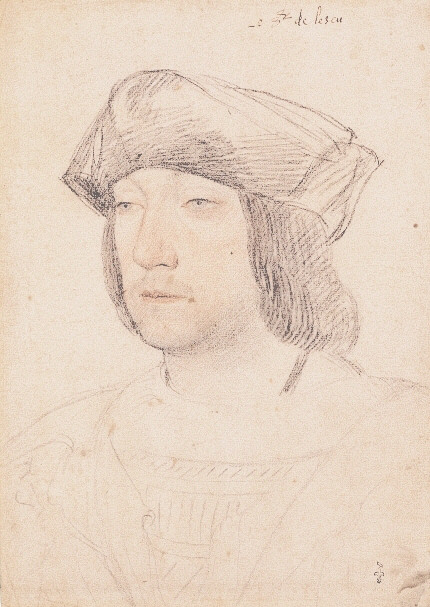
Ritratto di Odet de Foix, comandante del Generale di Francia in Italia

Nel febbraio 1522, mentre la Gera d'Adda era coinvolta nella guerra d'Italia del 1521-1526 fra la Francia e la Spagna di Carlo V, alcuni soldati dell'esercito francese (li franzesi come erano chiamati all'epoca) furono insultati da dei concittadini sicuri della protezione data dagli Spagnoli. Tali soldati riferirono l'accaduto al loro generale e quindi la mattina di venerdì 28 febbraio 1522 il generale Odet de Foix, visconte di Lautrec al comando dell'armata di Francesco I in Italia che giovedì 27 febbraio decise di saccheggiare il borgo di Treviglio il giorno successivo.
I trevigliesi, resisi conto della gravità dell'accaduto e dell'impossibilità di ricevere alcun aiuto, si ritirarono nelle chiese per pregare. La mattina, dopo che il generale francese assieme ai suoi soldati stava espugnando la città, e a nulla erano valsi i tentativi dei quattro consoli della città che scalzi e con delle corde appese ai colli offrivano le chiavi cittadine al generale presso Casirate, l'immagine affrescata della Madonna dipinta fra Sant'Agostino e San Nicola da Tolentino sul muro del campaniletto nella chiesetta del convento delle Agostiniane iniziò verso le ore otto antimeridiane a lacrimare e trasudare miracolosamente.
I fedeli si recarono quindi fuori gridando al miracolo, e il generale, dopo aver inviato i suoi soldati a verificare l'esattezza delle affermazioni asserite dai trevigliesi, si recò anch'egli nella cappella del miracolo. Qui, dopo aver passato a fil di spada il retro del muro per accertarsi che non c'erano inganni, depose l'elmo e la spada davanti alla Vergine, subito imitato dai propri soldati.
Tali armi, circa una ventina, restarono al comune di Treviglio che poi le donò ad un museo di Milano, conservando però quelle del Generale nel Santuario costruito a ricordo dell'evento. Esse sono esposte al pubblico nel periodo della festa del Miracolo che dalla sua istituzione il 1º giugno dello stesso anno si svolge l'ultimo giorno di febbraio.

#### Dal 1522 alla fine del secolo
Nel 1530, con la pace di Bologna, il borgo torna al Ducato di Milano. A seguito del miracolo, nel 1531 fu stabilito di celebrare l'evento con la festività e l'otto novembre 1583 il Cardinale e Arcivescovo dell'Arcidiocesi di Milano Carlo Borromeo, in visita a Treviglio, dispone che si avvii la pratica per il riconoscimento del miracolo; in occasione di tale evento fu eretto un obelisco conservato ancora oggi nel piazzale del Santuario. Dopo l'elezione nel 1591 di quattro sovrintendenti per la costruzione del Santuario della Madonna delle lacrime, nel 1594 viene posta la prima pietra su progetto dell'architetto Bartolomeo Rinaldi.

### Il XVII secolo
Il 15 giugno 1619 l'icona della Beata Vergine delle lacrime fu traslata nel Santuario a Lei dedicato. Nel corso del 1600 le condizioni di vita in città continuarono a deteriorarsi, per via della lunga dominazione spagnola e delle pestilenze e calamità naturali che colpirono ripetutamente la Gera d'Adda, tra le quali quella di peste descritta da Alessandro Manzoni ne I promessi sposi che scoppiò in città come violenta epidemia nel 1629, provocando la morte di ben 4.000 cittadini. A ricordo di tale nefasto evento è dedicato un secondo obelisco, sormontato da un teschio (richiamo alla morte nera) e posto di fronte all'istituto salesiano.
Nel 1647 il governo spagnolo delibera la vendita del comune di Treviglio al miglior offerente. I cittadini trevigliesi, orgogliosi della propria libertà ed autonomia, si riuniscono in consorzio e raccolgono 10.000 lire imperiali, garantendo così il rispetto degli statuti trecenteschi, che impedivano ai nobili qualsiasi forma di prevaricazione.
Nel 1658 la città fu saccheggiata dai francesi guidati da Francesco I di Modena, che portano guerra in Lombardia.

## Età contemporanea

### Il XVIII secolo

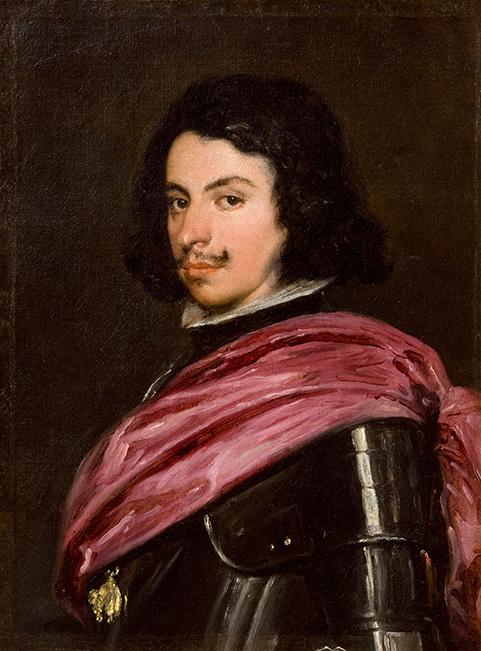
Francesco I di Modena che saccheggiò la città nel 1658

Solo nel 1700 Treviglio ricominciò gradualmente a svilupparsi, seppure tra qualche ulteriore epidemia, tra le quali quella di vaiolo particolarmente virulenta, sotto la dominazione austriaca. Il 16 agosto 1705 la città rimane illesa dopo che francesi, accampatisi a Treviglio, e imperiali si scontrano presso Cassano d'Adda. Nel 1744 il Cardinale Giuseppe Pozzobonelli si reca in visita ufficiale e, a memoria di tale evento, viene costruito il terzo obelisco situato in piazza del popolo.
Nel 1758 il centro abitato si guadagnò il titolo di città.
Nel 1786 Treviglio e tutta la Gera d'Adda furono aggregate alla nuova provincia di Lodi della Lombardia austriaca, nel XXV delegazione della Gera d'Adda superiore con tutti i comuni non cremaschi della Gera d'Adda, tornando però già nel 1791 sotto quella di Milano.
Nel maggio 1798 divenne capoluogo del distretto XIV dell'effimero dipartimento dell'Adda, avente per capoluoghi Crema e Lodi; nel settembre successivo lo fu del distretto XVII del dipartimento del Serio, avente per capoluogo Bergamo; da allora, e fino ad oggi, Treviglio è compresa nel territorio della città orobica, alla quale non era mai appartenuta in precedenza. Nel 1799 prima la retroguardia francese, composta da 18.000 uomini, e poi l'esercito austro-russo del generale Melas campeggiano in città.

### Il XIX secolo

#### Dall'inizio del secolo all'Unità d'Italia

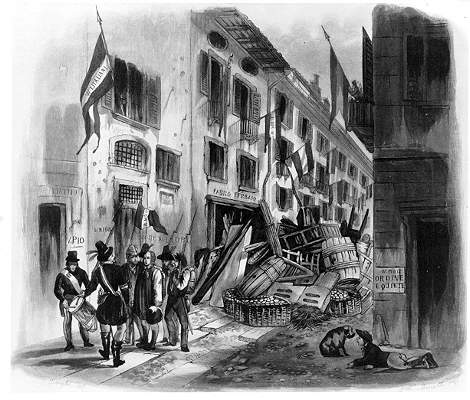
Le cinque giornate di Milano a cui partecipò anche una delegazione di cittadini Trevigliesi, sotto lo stendardo della Madonna delle lacrime

Nel maggio 1801 fu capoluogo del terzo distretto, in base alla legge del 23 fiorile nono anno, per diventare poi capoluogo del decimo distretto della Roggia Nuova nel giugno 1804, in base al piano del 27 giugno 1804. In seguito lo fu del primo cantone del secondo distretto omonimo, in base al decreto dell'8 giugno 1805.
Capoluogo del primo cantone omonimo del secondo distretto di Treviglio e sede di viceprefettura aggregò nel gennaio 1810 Calvenzano e Casirate d'Adda in base al decreto del 31 marzo 1809.
Nel 1815 con la Restaurazione fu privata del titolo di città per la sua ferma opposizione al dominio austriaco.
In base al compartimento territoriale del Lombardo-Veneto Treviglio fu inclusa nella provincia di Bergamo come capoluogo del decimo distretto, con la notificazione del 12 febbraio 1816.
Intorno al 1838 un'epidemia di colera colpisce la città. Con il nuovo compartimento territoriale delle provincie lombarde, disposto dalla notificazione del 1º luglio 1844, Treviglio fu confermato capoluogo del decimo distretto.
Il 15 febbraio 1846 fu costruita la tratta ferroviaria Milano-Treviglio, l'Imperial Regia Strada Ferrata Ferdinandea, seconda in Lombardia dopo la Milano-Monza e facente parte della quarta linea ferroviaria di tutta la penisola.
Data l'importanza raggiunta dalla città fu costruita una stazione austroungarica situata nei pressi dell'attuale stazione Ovest. Nel 1848 la città prende parte alla Primavera dei popoli insorgendo contro gli austriaci. Nel 1853, con il compartimento territoriale disposto dalla notificazione del 23 giugno, Treviglio fu inserita nell'undicesimo distretto.
La città fu, con il resto della Lombardia, ad eccezione della provincia di Mantova, annessa al regno sabaudo nel 1859, nel quale divenne capoluogo di un circondario della provincia di Bergamo. In base al compartimento territoriale disposto dalla legge del 23 ottobre 1859 il comune fu incluso nel primo mandamento di Treviglio, nell'omonimo circondario della provincia di Bergamo.
L'8 gennaio 1860 Treviglio riacquista con grande onore il titolo di città per decreto firmato dal re di Sardegna Vittorio Emanuele II e contrassegnato dal capo del governo Urbano Rattazzi.

#### Dall'Unità d'Italia alla Seconda rivoluzione industriale

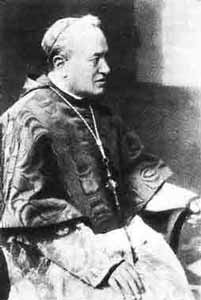
Il cardinale Andrea Carlo Ferrari che depose la prima pietra per l'ampliamento del santuario cittadino

Dopo l'Unità d'Italia, nel 1861, con l'aggiunta della linea ferroviaria Treviglio-Cremona nel 1863, la città fu definitivamente avviata ad assumere il ruolo di punto di riferimento per la Gera d'Adda e di importante snodo viabilistico della regione; a partire da questi anni la vocazione industriale di Treviglio iniziò a crescere progressivamente, dando origine a una fase di sviluppo e progresso. Nel 1899 il cardinale Andrea Carlo Ferrari, arcivescovo di Milano, depone la prima pietra per l'ampliamento del Santuario su progetto dell'architetto Cesare Nava. A seguito delle modifiche apportate al Santuario anche il piazzale circostante viene risistemato e rinnovato secondo lo stile Liberty. I balconi circostanti sono ancora caratterizzati da intrecci di motivi floreali così come il teatro Filodrammatici adiacente.

### Il XX secolo

#### Dalla prima guerra mondiale agli anni cinquanta

##### La prima guerra mondiale
A favore dell'intervento dell'Italia nella prima guerra mondiale, si schiera Cesare Battisti, trentino, che pronuncia il 27 dicembre 1914 uno storico discorso nella sede del Mutuo Soccorso. A ricordo è stata posta una lapide presso la Cassa Rurale ed artigiana con scritto: "Qui Cesare Battisti nella grigia ora del dubbio svegliò coll'appassionata parola la fede in una patria completamente redenta in una umanità più sicura e più giusta". Durante il conflitto Treviglio riceve numerosi feriti dal fronte, che vengono curati nell'ospedale cittadino, situato nell'odierna biblioteca, tra i quali Benito Mussolini, che si sposa nel Collegio degli Angeli con Rachele Guidi il 16 dicembre 1915, dopo aver convissuto con lei a Forlì nel 1910 ed aver avuto la figlia Edda.

##### Il periodo tra le due guerre mondiali
Sul finire della Belle époque al commissario di nomina regia viene sostituito un sindaco liberamente eletto dai cittadini. Tuttavia, a seguito dell'avvento del fascismo il sindaco eletto localmente viene sostituito dal podestà eletto direttamente dal governo. La casa del Fascio era situata nell'attuale questura, a testimonianza restano dei fregi esposti nel giardino della scuola superiore Simone Weil.

##### La seconda guerra mondiale
La seconda guerra mondiale colpisce gravemente il comune che viene bombardato più volte dagli alleati per via del triangolo ferroviario (Bergamo, Milano e Venezia) ivi presente e delle due stazioni. Un aereo solitario americano denominato Pippo è rimasto particolarmente impresso nella memoria dei concittadini.

##### Il secondo dopoguerra
Dopo la fine della guerra, come nel resto d'Italia, anche qui è ripartita, seppur lentamente, la ricostruzione grazie al piano Marshall.

#### Dagli anni sessanta alla fine del secolo

Ermanno Olmi, regista trevigliese premiato con la Palma d'oro a Cannes per il film L'albero degli zoccoli

La crescita economica è arrivata non negli anni sessanta, ma più tardi, intorno agli anni settanta, portando un notevole livello di prosperità. In particolare durante i due mandati del sindaco Ermanno Riganti tra il 1966 e al 1975, ci fu un periodo di forte crescita nel quale Treviglio si trasformò da grosso villaggio di campagna ad importante città industrializzata. Ancora oggi i redditi pro-capite degli abitanti di Treviglio sono tra i più alti della provincia e confrontabili solo a quelli della città di Bergamo.
Nel 1978 uscì il film di Ermanno Olmi "L'albero degli zoccoli", con attori non professionisti locali, che vinse la Palma d'oro al Festival di Cannes. Il film ambientato a Treviglio, fu girato a Martinengo, ad eccezione di una scena in cui compare via Cavallotti col suo fosso teso a rappresentare i navigli di Milano. La via fu per questo "milanesizzata" con l'applicazione di insegne.

### Il XXI secolo
Nell'estate del 2006 con l'ampliamento della ferrovia è stata scoperta una bomba aerea americana risalente al secondo conflitto mondiale che, dopo l'evacuazione di interi quartieri, è stata fatta brillare nella cava della Vailata.
Attualmente sono in corso profondi mutamenti in città dato che è un cantiere in continua evoluzione. Terreni in passato classificati come agricoli sono ora edificabili e impianti industriali come quello della Baslini verranno edificati dopo le opportune opere di bonifica dei siti. Importanti interventi pubblici hanno anche riguardato i numerosi sottopassi ferroviari e l'allungamento delle numerose piste ciclabili presenti in città.
Il 2008 è l'anno in cui ricorre il millesimo anniversario della costruzione del campanile. Esso è stato restaurato e dal 2016 è possibile visitare il museo verticale (in quanto si sviluppa in altezza all'interno della struttura del campanile) allestito al suo interno.
Treviglio ha due uscite dell'autostrada BreBeMi: Treviglio ovest-Casirate e Treviglio est-Caravaggio.
Treviglio è stata definita il cantiere infinito o il cantiere aperto dato che molte opere pubbliche sono in corso di realizzazione e molte altre sono in progetto.  È inoltre in progetto l'interconnessione autostradale tra la Pedemontana e la Brebemi che passerà a ovest di Treviglio. Altro progetto è una strada di collegamento tra quest'interconnessione e la Provinciale Treviglio-Bergamo, che passerà tra le frazioni di Geromina e Castel Cerreto.

### Fonti primarie
- Archivio storico comune di Treviglio, su comune.treviglio.bg.it.
- Archivio Parrocchia San Martino Treviglio
- Emanuele Lodi, Breve storia delle cose memorabili di Trevì, Milano, 1647.
- Tullio Santagiuliana e Ildebrando Santagiuliana, Storia di Treviglio, Bergamo, Poligrafiche Bolis, 1965.
- Piero Perego e Ildebrando Santagiuliana, Storia di Treviglio, vol. 1, Treviglio, edizioni Pro Loco, 1987.
- Piero Perego e Ildebrando Santagiuliana, Storia di Treviglio, vol. 2, Treviglio, edizioni Pro Loco, 1987.

### Fonti secondarie
- Archivio Camera di Commercio Bergamo
- Archivio Cattedrale Bergamo
- Archivio di Stato Milano
- Archivio Storico dell'Industria Italiana
- Tullio Santagiuliana, Briciole di storia di Geradadda antica, Calvenzano, 1982.
- Barbara Oggionni e Giuseppe Oggionni, Le mura di Treviglio, Calvenzano, 1991.
- Barbara Oggionni, Treviglio, storia, arte, cultura, Treviglio, edizioni Pro Loco, 2002.
- Barbara Oggionni, I borghi fortificati in Gera d'Adda: il triangolo di Treviglio - Caravaggio - Brignano, in Territorio e fortificazioni. Confini e difese della Gera d'Adda, Bergamo, 2003.
- La Gera d'Adda in Castra Bergomensia, Bergamo, 2004.